# Mózgowie

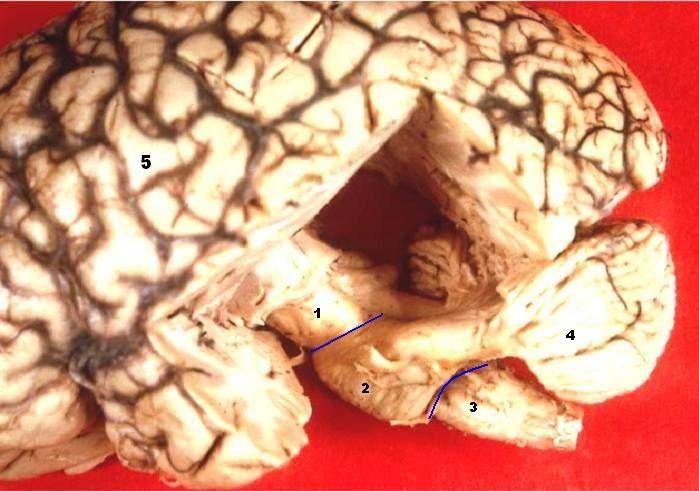
Preparat ludzkiego mózgowia:
1. śródmózgowie 2. most 3. rdzeń przedłużony 4. móżdżek 5. kresomózgowie

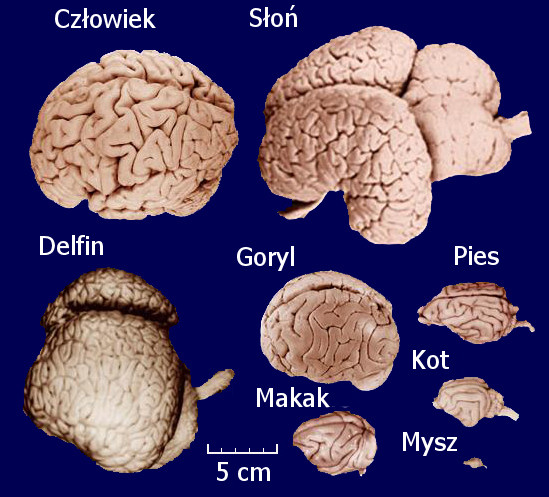
Porównanie wielkości mózgów ssaków

Mózgowie (łac. encephalon) – najważniejsza, centralna część ośrodkowego układu nerwowego u kręgowców (w tym u człowieka) znajdująca się w czaszce. Najważniejsze jego funkcje to sterowanie, nadzorowanie działania, homeostaza organizmu (m.in. częstość akcji serca, ciśnienie tętnicze krwi, równowaga wodno-elektrolitowa, temperatura ciała), a także wyższe funkcje nerwowe (funkcje poznawcze, popędowe, pamięć i uczenie się).
Mózgowie jest zmodyfikowanym odcinkiem rdzenia kręgowego, w którym między neuronami czuciowymi i ruchowymi występuje zwielokrotniona liczba neuronów kojarzeniowych. Wraz z rozwojem ewolucyjnym u kręgowców kadłuby komórek nerwowych w mózgowiu formowały coraz lepiej wyodrębnione jądra i korę, a ich wypustki drogi, pasma, pęczki, wiązki i spoidła. Prymitywna organizacja układu utrzymała się jednak w tworze siatkowatym (formatio reticularis).
Mózgowie dorosłych osobników utworzone jest z pięciu pęcherzyków mózgowia występujących u embrionu. Są to:
1. kresomózgowie (telencephalon)
2. międzymózgowie (diencephalon)
3. śródmózgowie (mesencephalon)
4. tyłomózgowie lub móżdżek (metencephalon lub cerebellum)
5. rdzeniomózgowie (rdzeń przedłużony) (myelencephalon lub medulla oblongata)

Mózgowie składa się z mózgu (cerebrum) i pnia mózgu (truncus cerebri), przy czym granice między tymi strukturami są różnie ujmowane.
W anatomii kręgowców do mózgu zalicza się wszystkie odcinki mózgowia z wyjątkiem móżdżku i rdzenia przedłużonego, a niekiedy też z wyjątkiem śródmózgowia. Klinicyści zaliczają do mózgu tylko półkule mózgu, a resztę do pnia mózgu. W anatomii człowieka mózgiem określane jest zwykle całe kresomózgowie, a pozostałe odcinki zaliczane są do pnia mózgu.
Bochenek i Reicher dzielą mózgowie na: półkule mózgu, móżdżek i pień mózgu.
Wyróżnia się trzy opony mózgowia (meninges encephali):
1. opona twarda mózgowia (dura mater encephali) – najbardziej zewnętrzna
2. pajęczynówka mózgowia (arachnoidea encephali) – środkowa
3. opona miękka mózgowia (pia mater encephali) – bezpośrednio przylegająca do mózgowia

W mózgowiu występują komory mózgowia (ventriculi cerebri):
- w kresomózgowiu dwie komory boczne (czyli komora I oraz II),
- w międzymózgowiu komora III (połączona z komorami bocznymi),
- w rdzeniomózgowiu komora IV (która łączy się z komorą III w śródmózgowiu wodociągiem Sylwiusza).

Komory mózgowia wypełnia płyn mózgowo-rdzeniowy (liquor cerebrospinalis) – wodnista, przejrzysta, zasadowa ciecz (wypełnia również kanał ośrodkowy rdzenia kręgowego, jamę podtwardówkową i podpajęczynówkową oraz zbiorniki podpajęczynówkowe).